# Discografia de Madison Beer
A discografia de Madison Beer, uma cantora e compositora americana consiste em um álbum de estúdio, um extended play (EPs), quinze singles e um single promocional.

## Álbuns

### Álbuns de estúdio
| Álbum        | Detalhes do álbum                    |
| ------------ | ------------------------------------ |
| Life Support | - Lançamento: 2021 - Gravadora: Epic |

## Extended plays
| Extended play  | Detalhes do extended play                                                                  | Melhores posições nas tabelas | Melhores posições nas tabelas | Melhores posições nas tabelas | Melhores posições nas tabelas | Melhores posições nas tabelas | Melhores posições nas tabelas | Melhores posições nas tabelas |
| Extended play  | Detalhes do extended play                                                                  | EUA                           | AUS                           | CAN                           | ESC                           | IRL                           | NZL                           | SUI                           |
| -------------- | ------------------------------------------------------------------------------------------ | ----------------------------- | ----------------------------- | ----------------------------- | ----------------------------- | ----------------------------- | ----------------------------- | ----------------------------- |
| As She Pleases | - Lançamento: 2 de fevereiro de 2018 - Gravadora: First Access - Formato: Download digital | 93                            | 64                            | 62                            | 91                            | 38                            | —                             | 68                            |

## Singles

### Como artista principal
| Ano                                                                        | Canção                                               | Melhores posições nas tabelas | Melhores posições nas tabelas | Melhores posições nas tabelas | Melhores posições nas tabelas | Melhores posições nas tabelas | Melhores posições nas tabelas | Melhores posições nas tabelas | Melhores posições nas tabelas | Melhores posições nas tabelas | Melhores posições nas tabelas | Certificações                                  | Álbum                         |
| Ano                                                                        | Canção                                               | EUA Bub.                      | AUT                           | BEL (VA)                      | CAN                           | ESC                           | IRL                           | NOR                           | NZL                           | SUI                           | UK                            | Certificações                                  | Álbum                         |
| -------------------------------------------------------------------------- | ---------------------------------------------------- | ----------------------------- | ----------------------------- | ----------------------------- | ----------------------------- | ----------------------------- | ----------------------------- | ----------------------------- | ----------------------------- | ----------------------------- | ----------------------------- | ---------------------------------------------- | ----------------------------- |
| 2013                                                                       | "Melodies"                                           | —                             | —                             | —                             | —                             | —                             | —                             | —                             | —                             | —                             | —                             |                                                | Não adicionado à nenhum álbum |
| 2014                                                                       | "Unbreakable"                                        | —                             | —                             | —                             | —                             | —                             | —                             | —                             | —                             | —                             | —                             |                                                | Não adicionado à nenhum álbum |
| 2015                                                                       | "All for Love" (com part. de Jack & Jack)            | —                             | —                             | —                             | —                             | —                             | —                             | —                             | —                             | —                             | —                             |                                                | Não adicionado à nenhum álbum |
| 2015                                                                       | "Something Sweet"                                    | —                             | —                             | —                             | —                             | —                             | —                             | —                             | —                             | —                             | —                             |                                                | Não adicionado à nenhum álbum |
| 2017                                                                       | "Dead"                                               | —                             | —                             | —                             | —                             | —                             | —                             | —                             | —                             | —                             | —                             | - RIAA: Ouro - BPI: Prata - MC: Platinum       | As She Pleases                |
| 2017                                                                       | "Say It to My Face"                                  | —                             | —                             | —                             | —                             | —                             | —                             | —                             | —                             | —                             | —                             |                                                | As She Pleases                |
| 2018                                                                       | "Home with You"                                      | —                             | —                             | —                             | —                             | —                             | 93                            | 21                            | —                             | —                             | —                             | - RIAA: Ouro - IFPI NOR: Platina - MC: Platina | As She Pleases                |
| 2018                                                                       | "Pop/Stars" (com (G)I-DLE com part. de Jaira Burns)  | —                             | —                             |                               | —                             | 82                            | —                             | —                             | 6                             | —                             | —                             |                                                | Não adicionado à nenhum álbum |
| 2018                                                                       | "Hurts Like Hell" (com part. de Offset)              | —                             | 73                            | —                             | —                             | —                             | 84                            | —                             | 28                            | —                             | —                             | - RIAA: Ouro - ARIA: Ouro - MC: Platina        | Não adicionado à nenhum álbum |
| 2019                                                                       | "All Day and Night" (com Jax Jones e Martin Solveig) | —                             | 60                            | 14                            | —                             | 7                             | 7                             | —                             | 29                            | 85                            | 10                            | - BPI: Platina - SNEP: Ouro                    | Snacks                        |
| 2019                                                                       | "Dear Society"                                       | —                             | —                             | —                             | —                             | —                             | 74                            | —                             | 21                            | —                             | 96                            |                                                | Não adicionado à nenhum álbum |
| 2020                                                                       | "Good in Goodbye"                                    | —                             | —                             | —                             | —                             | —                             | —                             | —                             | 15                            | —                             | —                             |                                                | Life Support                  |
| 2020                                                                       | "Selfish"                                            | 19                            | —                             | —                             | 72                            | —                             | 25                            | —                             | 16                            | —                             | 53                            |                                                | Life Support                  |
| 2020                                                                       | "Baby"                                               | —                             | —                             | —                             | —                             | —                             | 68                            | —                             | 9                             | —                             | 86                            |                                                | Life Support                  |
| "—" denota canções que não entraram nas tabelas ou foram lançadas no país. |                                                      |                               |                               |                               |                               |                               |                               |                               |                               |                               |                               |                                                |                               |